# Deep Space Industries
Deep Space Industries neboli DSI byla americká soukromá společnost působící v odvětvích vesmírných technologií a průzkumu vesmíru. Roku 2019 je 1. ledna odkoupila společnost Bradford Space.
Společnost vyvíjí a buduje technologii kosmických lodí, která umožňuje soukromým společnostem i vládním agenturám přístup k cílům v celé sluneční soustavě. Cílem DSI je demokratizovat přístup do hlubokého vesmíru zásadní změnou metod, jakými se k cestám do hlubokého vesmíru stavíme a podstatným snížením nákladů.

## Historie
Vznik společnosti byl oficiálně oznámen 22. ledna 2013. DSI strávil 3 a půl roku zkoumáním využití vesmírných zdrojů (těžba asteroidů). Na konci roku 2015 získala společnost DSI rizikové financování, aby zahájila vývoj pohonného systému a kosmických lodí schopných samostatně cestovat z nízké oběžné dráhy Země (LEO= low Earth orbit) do hlubokého vesmíru.
Od roku 2013 byl generálním ředitelem společnosti David Gump, dříve řídil společnosti jako Transformational Space Corporation a Astrobotic Technology. Předsedou se stal Rick N. Tumlinson, zakladatel Nadace vesmírných hranic a dalších podobných organizací. Někdy těsně před začátkem srpna roku 2016 se generálním ředitelem stal Daniel Faber. V lednu 2017 Fabera nahradil Bill Miller.

## Vesmírné lodě a technologie
V červnu 2018 společnost Deep Space Industries začala pracovat na řadě technologií, jejichž cílem je snížit náklady na přístup k oběžným drahám a hlubokému vesmíru pro soukromé společnosti i vládní agentury.
Xplorer je kosmická loď, která je navržena k použití vlastního pohonného systému k cestování z nízké oběžné dráhy Země (LEO) na trajektorii odletu od Země nebo do vyšších oběžných drah Země, jako je geostacionární oběžná dráha (GEO). Xplorer je postaven tak, aby umožňoval průzkum a operace s vysokým delta-V na nízkých oběžných drahách Země, geosynchronní oběžné dráze, blízkozemských asteroidech a v hlubokých vesmírných destinacích, jako jsou oběžné dráhy Měsíce, Venuše nebo Mars.
Xplorer je vybaven tak, aby poskytl užitečné zatížení 10 kg, schopnost delta-V přibližně 5 km / s, s větší hmotností užitečného zatížení při nižších požadavcích na delta-V. Xplorer také poskytuje komunikaci v hlubokém vesmíru, navigaci, řízení polohy, řízení teploty a sílu užitečného zatížení. Systém řízení reakce Xplorer poskytuje šest stupňů volnosti při manévrování v blízkosti nebeských objektů. Xplorer je schopen zahájit provoz na různých komerčních spolujízdách na nízkou oběžnou dráhu Země a odděluje časování od zvedání oběžné dráhy a odletových manévrů Země.
Comet je elektrotermický pohonný systém pro bezpečné vypuštění, navržený pro zvyšování výšky orbity a prodloužení života. Používá vodu jako pohonnou látku a je škálovatelný pro CubeSats na malé mikro-satelity s flexibilním rozhraním vhodným pro širokou škálu kosmických lodí. Systém je schválen k letu na více nosných prostředcích jako součást sekundární nebo spolujízdné kosmické lodi.

## Kritika
Oznámení DSI se nesetkalo pouze s chválou ale i kritikou. Několik nejmenovaných vědců zpochybnilo, zda by bylo možné dosáhnout nákladově efektivní těžby asteroidů, a to vzhledem k konkurenci na pozemských trzích a vysokým nákladům na návrat vysoce hodnotných minerálů na Zemi. Společnost DSI však na tato tvrzení reagovala tím, že většina vytěžených materiálů - zejména vody - by byla určena pro použití ve vesmíru, čímž by se zabránilo enormním nákladům na palivo při opakovaném návratu a úniku z gravitačního pole Země a navíc, že servis komunikačních satelitních konstelací by společnosti mohl vydělat 5 až 8 milionů dolarů měsíčně.